# Fondazione EU-LAC
La Fondazione EU-LAC (Fondazione Unione Europea - America Latina e Caraibica) è un'organizzazione di diritto internazionale avente lo scopo di approfondire ulteriormente i rapporti economici e scientifici tra gli stati dell'Unione europea, dell'America Latina e dei Caraibi con l'inserimento delle parti in causa della società civile interessate e dar vita a collaborazioni strategiche tra le due zone. La sua sede è nella libera città anseatica di Amburgo, in Germania. La Fondazione è stata istituita nel 2010 dagli stati e capi di stato dei 61 membri e dell'Unione Europea a Madrid. La Fondazione EU-LAC promuove e coordina misure mirate al sostegno di rapporti tra le due zone e conferisce alla collaborazione una maggior presenza pubblica.

## Storia
Durante il quinto vertice EU-LAC a Lima del 16 maggio 2008 i futuri stati aderenti (Latino-americani, caraibici e l'Europa Unita) presero l'iniziativa di istituire un'Organizzazione fra le due zone.
Nel sesto vertice EU-LAC del 18 maggio 2010, tenutosi a Madrid, fu decisa la costituzione della Fondazione EU-LAC come strumento per il rafforzamento della collaborazione comune e discusse strategie e misure. L'Organizzazione fu istituita temporaneamente come fondazione secondo il diritto civile tedesco.
L'intesa per la trasformazione della Fondazione EU-LAC in organismo internazionale da quello di diritto germanico dopo l'incontro dei Ministri degli esteri del 25 ottobre 2016 fu messa a disposizione di tutti gli stati latinoamericani, caraibici e membri della Comunità Europea per la sottoscrizione ed entrò infine in vigore il 17 maggio 2019.

## Paesi membri
La Fondazione EU-LAC conta 61 membri: 33 dall'America latina e dai Caraibi, 27 appartenenti alla Unione europea, oltre a quest'ultima stessa.

### Membri latino americani e caraibici
- Antigua e Barbuda
- Argentina
- Bahamas
- Barbados
- Belize
- Bolivia
- Brasile
- Cile
- Colombia
- Costa Rica
- Cuba
- Dominica

- Ecuador
- El Salvador
- Giamaica
- Grenada
- Guatemala
- Guyana
- Haiti
- Honduras
- Messico
- Nicaragua

- Panama
- Paraguay
- Perù
- Repubblica Dominicana
- Saint Kitts e Nevis
- Saint Lucia
- Saint Vincent e Grenadine
- Suriname
- Trinidad e Tobago
- Uruguay
- Venezuela

### Membri dell'Unione Europea
- Unione europea
- Austria
- Belgio
- Bulgaria
- Cipro
- Croazia
- Danimarca
- Estonia
- Finlandia
- Francia
- Germania
- Grecia
- Irlanda
- Italia
- Lettonia

- Lituania
- Lussemburgo
- Malta
- Paesi Bassi
- Polonia
- Portogallo
- Repubblica Ceca
- Romania
- Slovacchia
- Slovenia
- Spagna
- Svezia
- Ungheria

## Scopi e attività
La Fondazione EU-LAC persegue i seguenti scopi:
- Contributo al rafforzamento die processi di collaborazione tra LAC ed EU, tra l'altro attraverso l'inserimento e la cooperazione di parti sociali interessate
- Promozione delle reciproche conoscenze e comprensione di entrambe le zone
- Miglioramento della reciproca comprensione delle due zone e del grado di conoscenza reciproca.[1]

Per realizzare i citati scopi, l'Organizzazione prende molteplici iniziative nei seguenti punti focali:
1. Formazione scolastica e realizzazione scientifica
2. Scienza, Tecnologia e Innovazione
3. Piccola e media impresa: occupazione e possibilità di pubblicità
4. Intenso sviluppo e cambiamenti climatici
5. Cultura
6. Società civile

## Struttura
La Fondazione EU-LAC ha un Consiglio, un Presidente e un Direttore generale.

### Consiglio
Il Consiglio della Fondazione EU-LAC detta le linee generali per l'attività della Fondazione e stabilisce l'ordine di priorità della Fondazione. È composto di 62 consiglieri, con un rappresentante per ogni paese membro. Esso ha due presidenti: un rappresentante dell'Unione Europea e uno degli stati latinoamericani e caraibici. Il Consiglio tiene annualmente almeno due assemblee ordinarie.

### Presidente
Il presidente dura in carica quattro anni. Egli ricopre principalmente un ruolo rappresentativo, esercitando la sua carica onoraria. La carica del Presidente viene esercitata alternativamente dal rappresentante di un membro dell'Unione Europea e da uno degli stati latinoamericani o caraibici. Se come Presidente viene nominato il cittadino di un membro della Comunità Europea, allora il Direttore generale viene scelto tra i latinoamericani o caraibici e viceversa. I Presidenti fino ad ora succedutisi nella carica sono stati:
- 2011–2015: Benita Ferrero-Waldner, ex Ministro degli Esteri dell'Austria ed ex Commissario europeo
- 2016–2020: Leonel Fernández, ex Presidente della Repubblica Dominicana[8]
- 2020– : Leire Pajín, ex Ministro della sanità, della politica sociale e dell'uguaglianza in Spagna nel governo Zapatero II

### Direttore generale
Il Direttore generale amministra la Fondazione ed è il rappresentante legale della medesima. Il Consiglio della Fondazione nomina il Direttore generale per un periodo di quattro anni, può essere riconfermato nella carica una volta e viene scelto tra i candidati proposti da ogni stato membro. L'incarico di Direttore generale viene alternativamente assegnato a un candidato degli stati latinoamericani e caraibici e a uno degli stati della Unione Europea. Dall'inizio dell'attività della Fondazione i direttori generali sono stati:
- 2011–2015: Jorge Valdez Carrillo (Perù)
- 2016–2020: Paola Amadei (Italia)[9]
- 2020–attualità: Adrián Bonilla (Ecuador)[10]

## Finanziamento
La Fondazione EU-LAC è finanziata principalmente dagli stati membri. I contributi sono concessi su base volontaria. Il Consiglio può, rispettando l'equilibrio dei due gruppi di membri, prendere in considerazione altre forme di finanziamento.